# Campeonato Europeo de Balonmano Masculino de 2032
El XX Campeonato Europeo de Balonmano Masculino se celebrará conjuntamente en Alemania y Francia entre el 15 de enero y el 1 de febrero de 2032 bajo la organización de la Federación Europea de Balonmano (EHF), la Federación Alemana de Balonmano y la Federación Francesa de Balonmano.